# Локоть (Локтевский район)
Ло́коть — село в Локтевском районе Алтайского края Российской Федерации. Административный центр и единственный населённый пункт Локтевского сельсовета.
Возникло в 1727 году благодаря развитию горнорудного производства в Алтайском горном округе. В 1924—1954 годах районный центр.
Малая родина Героя Советского Союза: П. И. Логвина. 

## Топоним
Прежнее название — Локтевский завод.
Ойконим перешёл на название сельсовета и района в форме прилагательного Локтевский.

## География
Расположен на юге края, вблизи государственной границе России с Казахстаном, на реке Алей.
Рельеф — мелкосопочная равнина.
Климат резко континентальный. Средняя температура января −17,2°С, июля +20,2°С. Годовое количество атмосферных осадков 365 мм.

## История
Село возникло как заводской посёлок.
10 января 1782 года под руководством начальника Колывано-Воскресенских заводов и правления Колыванской губернии генерал-майора Б. И. Меллера состоялось очередное заседание Горного совета. На совете рассматривался вопрос о содержании заводов и расходах на перевозку руды с Локтевского медного рудника на Сузунский завод. Чтобы сократить транспортные расходы Горный совет решил приблизить к Локтевскому руднику плавильное производство.
8 февраля 1782 года начальник заводов генерал-майор Б. И. Меллер направил письмо обер-гиттенфервальтеру В. С. Чулкову, в котором распорядился: «Положено построить в трёх верстах от Локтевского медного рудника завод для выплавки меди на реке Алей, на первый случай с 6-ю плавильными печами, с наименованием Локтевский, и учредить на этом основании контору, равно и прочее…».
27 мая 1924 года, в связи с утверждением президиумом Сибревкома районно-волостного деления Алтайской губернии, образован Локтевский район. Центром его стало с. Локоть.
В 1930-х годах в селе образовалось несколько колхозов: «Восход», «Ясная поляна», «Пролетарский партизан», «Опыт», «7-й Конгресс Коминтерна», «Алейский пахарь». Село стало сельско
В 1954 году районным центром становится посёлок Горняк, из села переводятся районные организации.

## Население
| 1926  | 1997  | 1998  | 1999  | 2000  | 2001  | 2002  |
| ----- | ----- | ----- | ----- | ----- | ----- | ----- |
| 5675  | ↘1557 | ↗1678 | ↘1586 | ↘1557 | ↘1487 | ↘1451 |
| 2003  | 2004  | 2005  | 2006  | 2007  | 2008  | 2009  |
| ↗1462 | →1462 | ↘1403 | →1403 | ↗1415 | ↘1266 | ↗1278 |
| 2010  | 2011  | 2012  | 2013  | 2014  | 2015  | 2016  |
| ↘1191 | ↘1184 | ↘1169 | ↘1137 | ↘1105 | ↘1091 | ↘1066 |
| 2017  | 2018  | 2019  | 2020  | 2021  |       |       |
| ↘1053 | ↘1041 | ↘1002 | ↘946  | ↘913  |       |       |

### Историческая численность населения
К 1924 году проживали 3835 человек в 775 дворах.
В 1926 году в селе проживало 5675 человек и числилось 1178 дворов.

## Известные уроженцы
- Зырянов Герасим — основатель города Зыряновска, Алтайский край
- Горный, Юрий Гаврилович — артист оригинального жанра.
- Логвин, Пётр Иванович — Герой Советского Союза.

## Инфраструктура
Ведется добыча природных ресурсов, развито сельское хозяйство .
Локтевская СОШ. Сельский дом культуры.

## Достопримечательности
Бюст Героя Советского Союза Медведева Михаила Михайловича, находится в центре села.
В центре села находится Ивановская сопка, в окрестностях — памятник природы регионального значения Степные сопки у Локтя.

## Транспорт
Село доступно автотранспортом.
В районном центре городе Горняк находится железнодорожная станция Неверовская.